# Мара Стојановић
Мара Стојановић (Ливно, 4. децембар 1864-?) била је српска хуманитарна делатница у Босни. Била је оснивач и председница Прве Добротворне Задруге Српкиња у Босни и својим радом је помагала најугроженијима у време и после аустријске власти на овим просторима. 

## Порекло
Рођена је у трговачкој породици Кујунџић. Њена породица важила је за једну од угледних и родољубивих породица, која је због своје националне делатности често била на мети турских власти, још од времена Првог српског устанка. Марин брат био је чувени Коста Кујунџић, политички и национални делатник у време аустријске власти у Босни.
Мара није била високо образована, али је била јако начитана и природно интелигентна жена, због чега је била изузетно цењена. У радњи својих родитеља била је кореспонденткиња. Удала се 1891. године за трговца Раду Стојановића из Приједора. 

## Хуманитарна делатност
У Приједору 1900. године отпочиње свој рад на оснивању Прве Добротворне Задруге Српкиња у Босни и у њој окупља најугледније мештанке, међу којима је било много учитељица. Због аустријског утицаја у Босни било је јако тешко тада одржавати било какву српску организацију, па је и Мара наилазила на мноштво препрека. Коначно је успела да 1902. по својим жељама започне рад у Задрузи.
Рад Задруге подразумевао је прикупљање чланова, организовање едукативних предавања, дељење обуће и одеће сиромашној деци, отварање ђачке трпезе и преноћишта за сеоску школску омладину, помагање девојчицама у средњој школи, помагање сирочићима и многе друге активности. За све време свог постојања ова Задруга се бавила хуманитарним радом, али је успела својом патриотском залеђином да пробуди националну свест код многих Српкиња. Њен рад проширио се оснивањем Женске Радничке Школе.
Након ослобођења Босне Добротворна Задруга Српкиња претворила се у Коло Српских Сестара, а Мара је била председница крила у Приједору. Као и до тада, Мара је са својим чланицама настављала да ради на хуманитарном и културном пољу и да се залаже за бољи живот Срба у Босни. 